# Фалалеев, Андрей Павлович
Андрей Павлович Фалалеев (укр. Андрій Павлович Фалалєєв; род. 9 февраля 1972, Керчь, Крымская область) — бывший ректор Крымского федерального университета имени В. И. Вернадского. Доктор технических наук (2013), профессор (2014). В июне 2023 ушёл в отставку.

## Биография
Родился 9 февраля 1972 года в Керчи.
В 1993 году окончил Севастопольский приборостроительный институт по специальности «металлорежущие станки и инструменты» со специализацией «конструирование металлорежущих станков».
После окончания института продолжил работать там же ассистентом департамента систем автоматизированного проектирования (САПР). С 1993 по 1996 год являлся аспирантом кафедры технологии машиностроения и транспорта, а с 1996 по 1998 — ассистентом департамента систем автоматизированных производств. В 1998 году защитил кандидатскую диссертацию. В 1998 году стал доцентом кафедры технологии машиностроения и транспорта. С 2005 по 2008 год работал доцентом, заместителем декана факультета Технологии автоматизации машиноприборостроения и транспорта (ТАМПТ) и ответственным секретарём приёмной комиссии. С 2008 по 2014 год занимал должность проректора по научной работе. Кроме того, по совместительству с 2013 по 2014 год являлся заведующим кафедрой автомобильного транспорта. В 2013 году стал доктором технических наук.
В 2015 году, после реорганизации вуза, занимал должность проректора по научной работе и инновационной деятельности, а также профессора кафедры автомобильного транспорта, главного научного сотрудника лаборатории передовых технологий производства и восстановления конструкций и материалов (по совместительству).
С 2016 по 2017 год — директор Института передовых производственных технологий Санкт-Петербургского политехнического университета Петра Великого.
В августе 2017 года назначен исполняющим обязанности ректора Крымского федерального университета имени В. И. Вернадского. В октябре 2020 года назначен ректором КФУ на постоянной основе.
В июне 2023 года был отправлен в отставку. На должность исполняющего обязанности ректора был назначен Курьянов Владимир Олегович, бывший проректор по учебной и методической деятельности Крымского федерального университета имени В.И. Вернадского.

## Санкции
6 марта 2022 года после вторжения России на Украину подписал письмо в поддержку российской агрессии. С 9 июня 2022 года находится под персональными санкциями Украины за поддержку войны. Также был внесён ФБК в список коррупционеров и разжигателей войны за поддержку нападения на Украину, 16 марта 2022 года форумом свободной России внесён в «Список Путина» и доклад «поджигателей войны» с предложением введения против него международных санкций. 18 ноября 2023 года включён в санкционный список стран Евросоюза.

## Научная деятельность
Автор более 70 научных работ. Написал две монографии и один учебник. Работал над проектом создания инжинирингового центра «Изделия микро- и наноэлектроники».